# Fosforilacija
Fosforilacija je dodavanje fosfatne (PO4) grupe na protein ili neki drugi organski molekul. Fosforilacija aktivira ili deaktivira mnoge proteinske enzime, uzrokuje ili sprečava mehanizam bolesti kao što su rak ili dijabetes.
Proteinska fosforilacija ima veoma važnu ulogu širokom nizu ćelijskih procesa. Njena uloga u biohemiji je tema znatnog dela naučnih istraživanja (u martu 2009, Medline baza podataka je sadržala oko 160,000 članaka o ovoj temi).

## Proteinska fosforilacija

### Istorija
Foebus A. Leven sa Rokfelerovog instituta za medicinska istraživanja je 1906. identifikovao fosfat u proteinu vitelin (fosvitin), i do 1933 je detektovao fosfoserin u kazeinu, sa Fricom Lipmanom. Nakon toga je prošlo 20 godina pre nego što je Eugen P. Kenedi opisao prvu ‘enzimatsku fosforilaciju proteina’.

### Funkcija
Reverzibilna fosforilacija proteina je važan regulatorni mehanizam koji se javlja kod prokariotskih i eukariotskih organizama. Enzimi kinaze (fosforilacija) i fosfataze (defosforilacija) učestvuju u tom procesu. Mnogi enzimi i receptori se "uključuju" ili "isključuju" fosforilacijom i defosforilacijom. Reverzibilna fosforilacija rezultuje u konformacionim promenama strukture mnogih enzima i receptora, što dovodi do njihove aktivacije i deaktivacije. Fosforilacija se obično javlja na serinu, treoninu, i tirozinu kod eukariotskih proteina. Osim toga, fosforilacija se javlja na baznim aminokiselinskim ostacima histidina, arginina ili lizina kod prokariotskih proteina. Dodatak fosfata (PO4) na polarnu R grupu aminokiselinskog ostatka može da pretvori hidrofobni deo proteina u polarni i ekstremno hidrofilni deo molekula. Na taj način se može proizvesti konformaciona promena strukture proteina putem interakcije sa drugim hidrofobnim i hidrofilnim ostacima proteina.
Jedan primer regulacione uloge fosforilacije je p53 tumor supresorski protein. Protein p53 je kompleksno regulisan i sadrži više od 18 različitih fosforilacionih mesta. Aktivacija p53 proteina može da dovede do zaustavljanja ćelijskog ciklusa, što se može obrnuti, pod nekim okolnostima, ili apoptotične ćelije umiru. Ova aktivnost se javlja samo u situacijama gde je ćelija oštećena ili je fiziologija poremećena kod normalnih zdravih osoba.

## Literatura
1. ↑  Levene PA; Alsberg CL (1906). „The cleavage products of vitellin” (PDF). J. Biol. Chem. 2 (1): 127—133. Архивирано из оригинала (PDF) 09. 06. 2020. г. Приступљено 19. 11. 2010.
2. ↑  Lipmann FA; Levene PA (1932). „Serinephosphoric acid obtained on hydrolysis of vitellinic acid” (PDF). J. Biol. Chem. 98 (1): 109—114. Архивирано из оригинала (PDF) 09. 06. 2020. г. Приступљено 19. 11. 2010.
3. ↑  Burnett G; Kennedy EP (1954). „The enzymatic phosphorylation of proteins” (PDF). J. Biol. Chem. 211 (2): 969—80. PMID 13221602. Архивирано из оригинала (PDF) 09. 06. 2020. г. Приступљено 19. 11. 2010.
4. 1 2  Cozzone AJ (1988). „Protein phosphorylation in prokaryotes”. Annu. Rev. Microbiol. 42: 97—125. PMID 2849375. doi:10.1146/annurev.mi.42.100188.000525.
5. 1 2  Stock JB; Ninfa AJ; Stock AM (1989). „Protein phosphorylation and regulation of adaptive responses in bacteria”. Microbiol. Rev. 53 (4): 450—90. PMC 372749 . PMID 2556636.
6. ↑  Chang C; Stewart RC (1998). „The two-component system. Regulation of diverse signaling pathways in prokaryotes and eukaryotes”. Plant Physiol. 117 (3): 723—31. PMC 1539182 . PMID 9662515. doi:10.1104/pp.117.3.723.
7. ↑  Barford D; Das AK; Egloff MP (1998). „The structure and mechanism of protein phosphatases: insights into catalysis and regulation”. Annu Rev Biophys Biomol Struct. 27: 133—64. PMID 9646865. doi:10.1146/annurev.biophys.27.1.133.
8. ↑  Ashcroft M; Kubbutat MH; Vousden KH (1999). „Regulation of p53 function and stability by phosphorylation”. Mol. Cell. Biol. 19 (3): 1751—8. PMC 83968 . PMID 10022862.
9. ↑  Bates S; Vousden KH (1996). „p53 in signaling checkpoint arrest or apoptosis”. Curr. Opin. Genet. Dev. 6 (1): 12—8. PMID 8791489. doi:10.1016/S0959-437X(96)90004-0.